# 開放美工圖庫

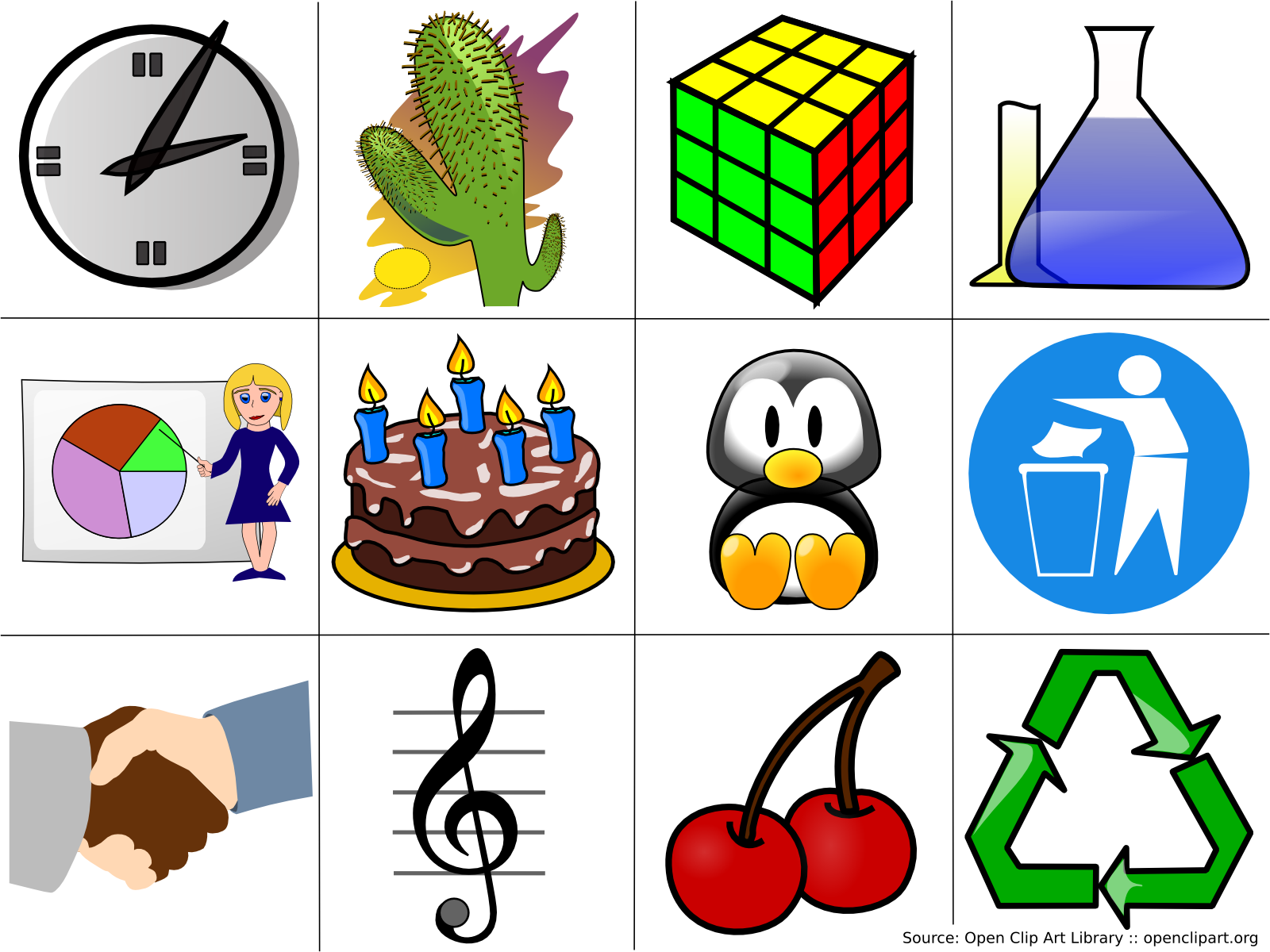
開放美工圖庫的圖片範例

開放美工圖庫（Openclipart Library）是一個作為自由內容的向量美工圖片的收藏集及社群。其口號是「Openclipart是一個最大的創作最佳的自由原創美工圖片而絕無任何理由為你所用的藝術家社群。」

## 計劃現況
截至2017年1月末，Openclipart展示了來自5,800多位藝術家超過118,000件SVG圖形的作品。所有藏品皆可免費下載。全部圖像由貢獻者宣告進入公有領域，並以SVG格式存儲及提供PNG格式的縮圖。

## 應用
- Inkpad for iPad，內含Openclipart Integration。[3]
- 向量圖形編輯器Inkscape可從Openclipart線上匯入向量圖形至您的工作區。（注意Windows版的版本號不得低於0.49）[4]
- Microsoft Office應用程式[5]
- Google Docs Add-on[6]
- LibreOffice擴充套件[7]
- iOS Clipart[8]、iOS PosterMaker[9]
- Clipart搜尋引擎，Openclipart for Android[10]
- 用於WordPress的Clipart外掛模組[11]
- 用於Moodle的Clipart外掛模組[12]
- Linux發行版

一些Linux發行版，包括Mandriva和Ubuntu都包含了許多Openclipart收藏集發行套件，裝有SVG、PNG或OpenDocument格式檔案。這些發行板基於2005年ccHost之前釋出的版本，自從標準的釋出版在轉換到ccHost軟體之後被終止。Openclipart 0.19，第一個在此次轉換之後釋出的版本，於2009年3月釋出。包括最近釋出的2.0版及更新的套件，這些發行版包含了在相應的bug追蹤器歸檔的bug以多次打包Openclipart。
Openclipart包含在Linux Format issues 123及132中的光碟封面上作為一個來自Openclipart收藏集的可瀏覽的SVG套件。

## 參看條目
- Inkscape
- Karbon14

## 外部連結
- 開放美工圖庫計劃官方網站
- OpenClipArt的debian包 （页面存档备份，存于）